# Saint-Laurent-Chabreuges
Saint-Laurent-Chabreuges (okzitanisch: Sent Laurenç de Chabruejol) ist eine französische Gemeinde mit 253 Einwohnern (Stand 1. Januar 2022) liegt im Département Haute-Loire in der Region Auvergne-Rhône-Alpes (vor 2016 Auvergne). Sie gehört zum Arrondissement Brioude und zum Kanton Brioude. 

## Geographie
Saint-Laurent-Chabreuges liegt etwa 55 Kilometer westnordwestlich von Le Puy-en-Velay am Flüsschen Vendage.

### Nachbargemeinden
Umgeben wird Saint-Laurent-Chabreuges von den Nachbargemeinden Paulhac im Norden und Nordwesten, Brioude im Osten und Nordosten, Vieille-Brioude im Südosten, Saint-Just-près-Brioude im Süden sowie Saint-Beauzire im Westen und Südwesten.

## Bevölkerungsentwicklung
| Jahr                       | 1962 | 1968 | 1975 | 1982 | 1990 | 1999 | 2006 | 2011 | 2017 |
| Einwohner                  | 103  | 104  | 131  | 186  | 271  | 243  | 250  | 228  | 257  |
| Quellen: Cassini und INSEE |      |      |      |      |      |      |      |      |      |

## Sehenswürdigkeiten

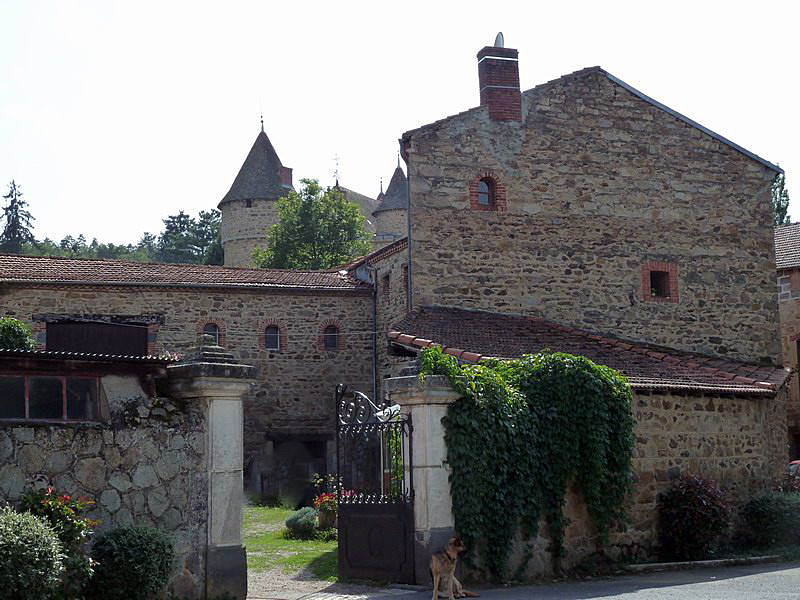
Schloss Chabreuges

- Schloss Chabreuges